# Toyama Atsuko
Toyama Atsuko (遠山 敦子, Kuwana, 10 de dezembro de 1938) é uma política japonesa e ex-burocrata do Ministério da Educação, Cultura, Desporto, Ciência e Tecnologia do Japão. Ela é fiduciária do Comité Organizador dos Jogos Olímpicos e Paralímpicos de Verão de 2020 em Tóquio, e chefe do Centro de Património Mundial Monte Fuji, em Shizuoka. 

## Biografia
Toyama nasceu na cidade japonesa de Kuwana, em Mie, mas cresceu na cidade de Shizuoka. Ela licenciou-se na Universidade de Tóquio.
Depois de se ter graduado em 1962, Toyama ingressou no Ministério da Educação, Cultura, Desporto, Ciência e Tecnologia do Japão, tendo sido uma das primeiras mulheres a se tornar burocrata por lá, onde chefiou departamentos e agências. Trabalhou principalmente no ensino superior e tornou-se diretora-geral do departamento de ensino superior. Após deixar o trabalho governamental, tornou-se a embaixadora japonesa na Turquia em junho de 1996, e diretora do Museu Nacional de Arte Ocidental em abril de 2000.
Toyama foi ministra da Educação, Cultura, Desporto, Ciência e Tecnologia durante o primeiro Gabinete de Koizumi em 2001, tendo exercido o cargo por dois anos e meio até 2003. Durante o seu mandato, Toyama lançou um plano para reformar as universidades nacionais do Japão, onde reorganizou as estruturas internas e tornou trinta das universidades do Japão como universidades "de classe mundial". Também ocorreram mudanças na forma como os investigadores obtêm financiamentos, incluindo os recém-criados "Centros de Excelência", que fizeram com que os departamentos académicos competissem por financiamento. O "plano Toyama" foi construído sobre o trabalho que ela havia feito durante o seu trabalho anterior no governo.
Toyama foi presidente da Fundação Novo Teatro Nacional de Tóquio, Fundação Toyota, Fundação Panasonic e da Associação de Arte de Ikebana do Japão. Toyama também lecionou na Instituição Nacional de Graus Académicos e Melhoria da Qualidade do Ensino Superior e no Centro Internacional de Investigação em Estudos Japoneses.
Em abril de 2013 Toyama foi galardoada com o Grande-Colar da Ordem do Sol Nascente.
Em 2017 tornou-se chefe do Centro de Património Mundial Monte Fuji, em Shizuoka. Toyama é também fiduciária do Comité Organizador dos Jogos Olímpicos e Paralímpicos de Verão de 2020 em Tóquio.